# Ski

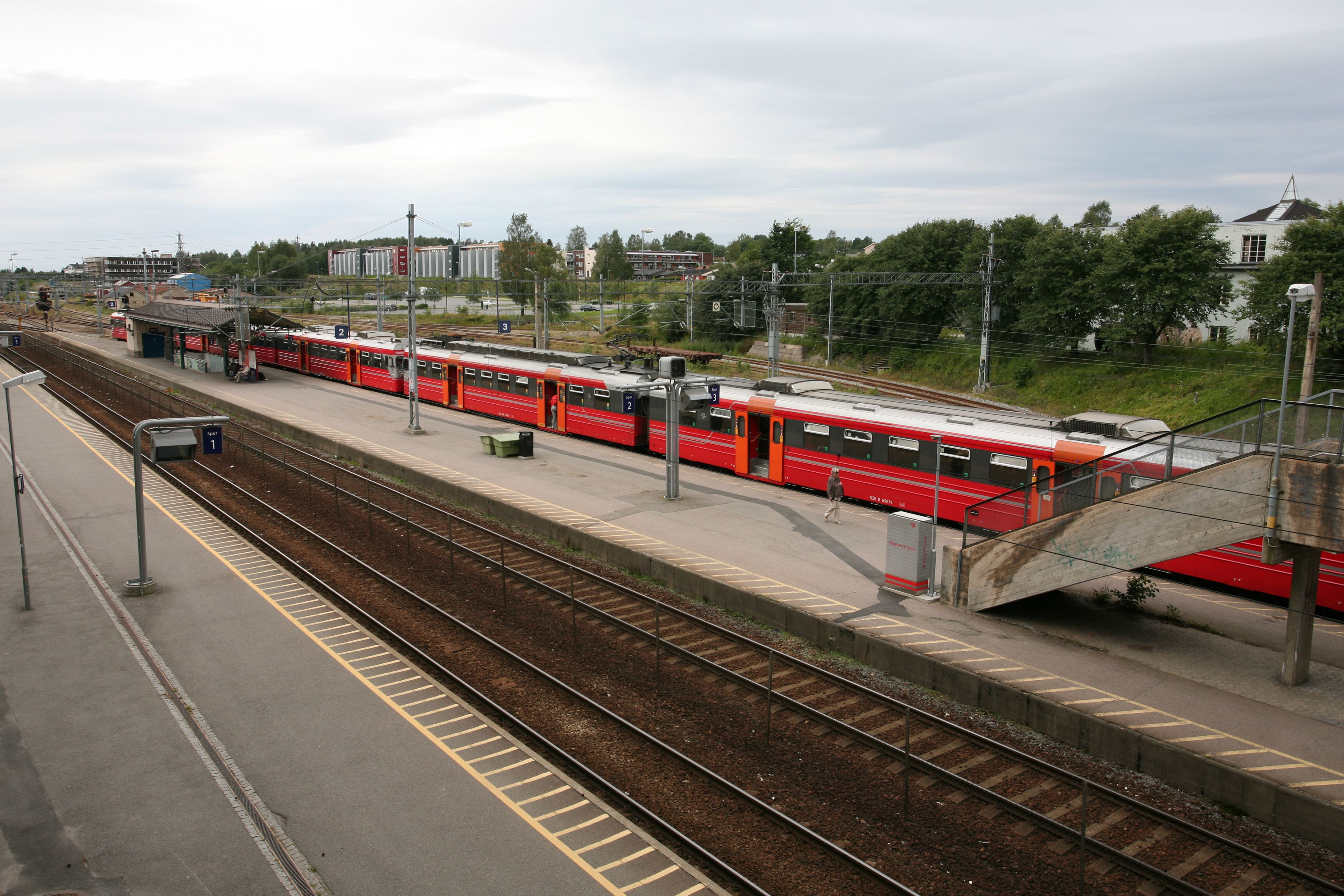
Estación de Ski.

Ski —pronunciado /ʃi/— es un municipio de la provincia de Akershus, Noruega, y tiene 29 775 habitantes según el censo de 2015. Su superficie es de 165 km².
Ski está situado al sudeste de Oslo. Están incluidas las poblaciones de Ski, Kråkstad, Langhus y Siggerud. Ski es una comunidad agrícola y de explotación forestal. Como el centro del distrito tradicional de Follo, Ski también es el centro comercial de esta región.
Ski, como la mayor parte de Follo, está fundado sobre roca antigua. A través del municipio, del este al oeste, hay una morrena del período glacial.
Instrumentos de la Edad de Piedra todavía están descubiertos cuando se labra los campos, y Ski tiene más de 300 artefactos antiguos registrados. Restos de la edad de hierro también se puede ver aquí. En Kråkstad y Ski hay dos iglesias de piedra de la Edad Media.
El nombre Ski proviene de la antigua granja de Ski (en nórdico antiguo: Skeiði). La palabra skeiði es una variación de skeið, la cual se traduce aproximadamente como «pista de carreras de caballos». Por lo tanto, no tiene ninguna relación con el deporte del esquí.